# Aram Karamanoukian

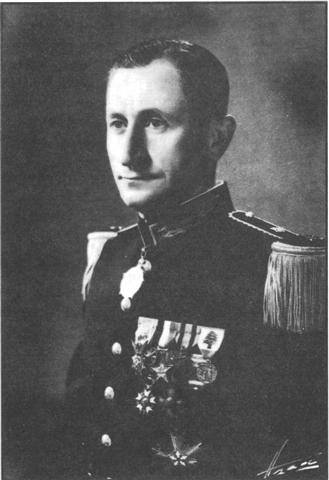
Aram Karamanoukian

Aram Karamanoukian (auch Karamanougian, armenisch Արամ Գարամանուկեան; * 1. Mai 1910 in Antep, Osmanisches Reich; † 23. Dezember 1996 in Fort Lee, New Jersey) war ein syrisch-amerikanischer Generalleutnant der syrischen Armee sowie Abgeordneter des syrischen Parlaments. Er ist zudem Verfasser mehrerer Bücher. Für seine Arbeiten als Gelehrter und seine militärischen Leistungen erhielt Karamanoukian mehrere Medaillen aus Ägypten, Armenien, dem Libanon, Syrien und Frankreich.

## Leben und Karriere
Aram Karamanoukian wurde im Mai 1910 in der damals osmanischen Stadt Antep als Sohn des Anwalts Hagop Effendi Karamanoukian und Mariam Leylekian geboren. Während des türkischen Völkermordes an den Armeniern ab 1915 wurde die Familie Karamanoukian im Zuge des Deportationsgesetzes von Antep nach Deir ez-Zor vertrieben. Sie erreichten Hama, zogen nach Sulaimaniyya  und siedelten sich schließlich in Aleppo an. Karamanoukian erhielt seine Gymnasialbildung an den Lyzeen Atenagan und Haigazian in Aleppo und schloss diese 1923 ab. 1924 wurde er Zahnarzt. Danach setzte er seinen Bildungsweg am Kollegium der Maristenbrüder in Aleppo fort.
Im Jahre 1932 trat Karamanoukian in die syrische Militärakademie in Damaskus ein und spezialisierte sich in Artillerie. Nachdem er 1934 an der Akademie graduiert hatte, wurde er nach Frankreich gesandt, wo er von 1938 bis 1939 zusätzliches Training erhielt. Er machte an der Militärschule Saint-Cyr weiter, wo er 1945 mit dem Rang als Offizier abschloss.
Nach der Rückkehr wurde Karamanoukian in die neu formierte syrische Armee eingezogen. Er nahm am ersten arabischen Krieg um Palästina gegen Israel teil und kämpfte an der Quneitra-Front. Von 1949 bis 1957 wurde er der Oberkommandierende der Artillerie der Syrischen Armee. In diesem Posten stieg er 1956 zum Generalleutnant auf. Er wurde nach Washington, D.C. geschickt und diente dort als Militärattaché an der syrischen Botschaft. Nachdem er ein Jahr im Ausland verbracht hatte, ging er 1958 in den Ruhestand und arbeitete im öffentlichen Dienst. Im gleichen Jahr heiratete er Hasmig Meghrigian, einer US-Armenierin aus New York.
Bei der Wahl 1961 in Syrien wurde er parteipolitisch unabhängiger Parlamentsabgeordneter und vertrat den Wahlkreis Aleppo. Während seiner kurzen politischen Karriere wurde er in die Nationale Verteidigungskommission gewählt. Aufgrund der wachsenden politischen Unsicherheit im Land trat er 1964 aus der politischen Sphäre aus, um sich der Bildung zu widmen.
1964 kehrte Karamanoukian zur wissenschaftlichen Tätigkeit zurück und besuchte die Sankt-Josefs-Universität in Beirut und graduierte mit einem Grad in Rechtswissenschaften. Er wurde an der Sorbonne-Universität in Paris aufgenommen und setzte sein Promotionsstudium dort fort, graduierte schließlich 1972 mit einem Doktor der Rechte. Seine Abschlussarbeit behandelte den Militärdienst und Ausländer.
1990 erhielt er die amerikanische Staatsbürgerschaft. Er wurde von der New Jerseyer Vereinigung für Lebenslanges Lernen als ein Herausragender erwachsener Lerner vom Bergen County für das akademische Jahr 1989–1990 ausgezeichnet.
Während des Krieges um Bergkarabach besuchte er verschiedene Kampfschauplätze. In den letzten Monaten seines Lebens reiste Karamanoukian um die Welt und besuchte Freunde und seine Familie in Syrien, Armenien, Frankreich und dem Libanon. Nachdem er in die Vereinigten Staaten zurückgekehrt war, wurde er schwerkrank und starb am 23. Dezember 1996 in Fort Lee. Im Einklang mit seinem Testament wurden seine Überreste nach Aleppo und nach Armenien überführt. In Armenien wurden Teile seiner Überreste neben seinem Bruder in der Hauptstadt Jerewan begraben. In Aleppo wurde der Rest an der örtlichen armenischen Kirche begraben. Zu seinem Begräbnis kamen viele leitende Beamten und Würdenträger.

## Auszeichnungen
Aram Karamanoukian erhielt Medaillen aus Ägypten, Armenien, dem Libanon, Syrien und Frankreich, einige davon sind:
- Medaille der Ritter von Kilikien (armenisch)
- Nerses-Schnorali-Medaille (armenisch)
- Croix de guerre (französisch)
- Offizier der Ehrenlegion (französisch)
- Ordre du Mérite (libanesisch)
- Palästinensische Kriegsmedaille (syrisch)
- Ordre du Mérite civil (syrisch)
- Ordre du Mérite militaire (syrisch)

## Werke
- La double nationalité et le service militaire (1974)
- Les étrangers et le service militaire (1978)